# Pécsbagota
Pécsbagota község Baranya vármegyében, a Szentlőrinci járásban.

## Fekvése
Pécstől mintegy 25 kilométerre délnyugatra fekszik, a Pécsi-víz mellett. Külterületének csak a Szabadszentkirály felőli része alkalmas a hagyományos szántóföldi művelésre. A község másik oldalán elhelyezkedő dombokat jelentős kiterjedésű erdők és szőlők borítják. Baranya aprócska falva, területe mindössze 607 hektár, házainak száma pedig 38.
A szomszédos települések: észak felől Bicsérd, északkelet felől Zók, dél felől Baksa, délnyugat felől Velény, északnyugat felől pedig Szabadszentkirály.

### Megközelítése
Csak közúton érhető el, a Baksa-Szentlőrinc közti 5802-es úton. Az ország távolabbi részei felől a legegyszerűbben a 6-os főút felől érhető el, Szentlőrinc keleti szélén dél felé letérve.

## Története
Ősidők óta lakott hely, ahol Körös (Kewreus) patak és a környező erdők, legelők biztosították az életteret. A patak a mai Pécsszabolcs területéről induló, mai nevén Pécsi-víz medrében folyt. Pécsbagota területén már a rézkorban éltek emberek. Az ún. Balatoni csoport eszközeit maradványait megtalálták a régészek a temetőtől északra.Négyszögletes földbemélyedő kis házat, egyszerű sátortetővel, tűzhellyel. Magányos, oldalt fekvő zsugorított helyzetű csontvázas temetkezés is előkerült edénymelléklettel.
A honfoglalás idején Botond törzse szállta meg. 1262-ben Bagata, 1447-ben Bagotha nevű nemesek tulajdona volt. Egyes források szerint szláv Boguta névből ered a település neve.
1539-ben Istvánffy Pál kapta meg a települést János király-tól. Szigeth várának 1553. május 12-én kelt Lajstromoskönyvében szerepel Bagotha néven azon falvak nevei között, melyekben egytelkes nemesek laknak. A török hódoltság előtt a Bagothay családé.
1664-ben teljesen elpusztul, a költő és hadvezér Zrínyi Miklós égette fel az eszéki híd lerombolása után.Az üszögi uradalom községei közé tartozott az 1767. évi állapot szerint.A temetőben százévesnél régebbi sírkövek is találhatók.A XX. század elején már több kisbirtokos élt Pécsbagotán.
A második világháború után, a tanácsrendszer idején végzett központosítás során közös igazgatási szervezetet hoznak létre Szabadszentkirály központtal. A Közös Tanács elnöke Kasza József pécsbagotai lakos. Az akkori társult községek szoros kapcsolata az 1990-es választások óta a közös körjegyzőségben maradt meg.

## Közélete

### Polgármesterei
- 1990–1994: Bozsányi János (független)[5]
- 1994–1998: Bozsányi János (független)[6]
- 1998–2002: Bozsányi János (független)[7]
- 2002–2006: Bozsányi János (független)[8]
- 2006–2010: Bozsányi János (független)[9]
- 2010–2014: Gondos Gábor András (független)[10]
- 2014–2017: Filipovics József (független)[11]
- 2017–2019: Filipovics József (független)[12]
- 2019–2024: Filipovics József (független)[13]
- 2024– : Filipovics József (független)[1]

A településen 2017. május 28-án időközi polgármester-választást (és képviselő-testületi választást) tartottak, az előző képviselő-testület önfeloszlatása miatt. A választáson a hivatalban lévő polgármester is elindult, és meg is erősítette pozícióját.

## Népesség
A település népességének változása:
| Lakosok száma | 94   | 96   | 99   | 106  | 102  | 94   | 95   | 102  |
|               | 2013 | 2014 | 2015 | 2019 | 2021 | 2022 | 2023 | 2024 |

A 2011-es népszámlálás során a lakosok 87,8%-a magyarnak, 2,2% bolgárnak, 2,2% cigánynak, 1,1% románnak mondta magát (10% nem nyilatkozott; a kettős identitások miatt a végösszeg nagyobb lehet 100%-nál). A vallási megoszlás a következő volt: római katolikus 55,6%, görögkatolikus 1,1%, felekezeten kívüli 14,4% (27,8% nem nyilatkozott).
2022-ben a lakosság 87,2%-a vallotta magát magyarnak, 3,2% cigánynak, 1,1% románnak, 3,2% egyéb, nem hazai nemzetiségűnek (10,6% nem nyilatkozott; a kettős identitások miatt a végösszeg nagyobb lehet 100%-nál). Vallásuk szerint 27,7% volt római katolikus, 1,1% református, 1,1% ortodox, 1,1% egyéb katolikus, 30,9% felekezeten kívüli (37,2% nem válaszolt).

## Nevezetességei
- Katolikus kápolna (1889) a Kármelhegyi Boldogasszonyt választotta pátrónájául.
- Több, mint százéves sírkövek a temetőben.
- Forraték a Pécsi–víztől délre a Pécsbagota és Velény közötti erdőben található forrás.
- Kustos a zóki várhegy szomszédságában. A Magyarok a Jövőért Egyesület Álmos-völgye. Nyaranta itt tartják hon- és tájismereti táborukat.
- Luka-hegy
- Kasza-domb